# Dalmacija (rimska provincija)
Ime Dalmacija (Dalmatia) javlja se od I. stoljeća prije Krista kao naziv za područje nastanjeno plemenom Delmata (Dalmata) i njemu srodnih ilirskih plemena, odnosno kao istoznačnica za ime Ilirik, kojim su Rimljani označavali taj kraj. Granica rimske pokrajine Dalmacije tekla je od ušća Raše u Istri na Snježnik, odatle, crtom približno usporednom sa Savom, preko utoka Sane u Unu do izvorišta rijeka Kolubare i Ljiga u današnjoj Srbiji; odatle se spuštala Ibrom na Šar-planinu, a potom skretala prema zapadu na rijeku Mati (Albanija) i zatim dopirala do mora, a pripadalo joj je i istočnojadransko otočje od Kvarnera do Boke. 
Priobalno područje nastavala su mnogobrojna ilirsko-keltska plemena (Liburni, Delmati, Ardijejci i Plereji), a unutrašnjost Japodi, Mezeji, Desidijati, Dokleati i dr. Kao važna uporišta rimske uprave razvile su se kolonije Iadera (Zadar), Narona (Vid kraj Metkovića), Aequum (Čitluk kraj Sinja), Epidaurum (Cavtat), municipij Scardona (Skradin) te stari grčki gradovi s postignutim rimskim municipalnim statusom Issa (Vis), Pharus (Stari Grad na Hvaru) i dr. Glavni grad provincije bila je Salona (Solin), gdje je isprva bilo sjedište carskoga namjesnika, a poslije vojnog zapovjednika i civilnoga guvernera. 
Zbog potreba uprave, vojske i trgovine, provincija Dalmacija bila je dobro povezana s Italijom, a dobre su veze uspostavljane i između pojedinih gradskih središta (cestovne komunikacije i plovni riječni putovi).

## Kriza trećeg stoljeća
Kriza trećeg stoljeća naziv je za razdoblje u povijesti Rimskog Carstva od 235. do 284. godine tijekom kojega je u carstvu zavladala vojna anarhija i tijekom kojega je skoro došlo do raspada carstva. Završilo je Aurelijanovim vojnim pobjedama te Dioklecijanovim usponom na vlast i njegovim reformama 284. godine.
Poslije smrti Klaudija Gotskog carstvom je od 270. do 284. godine vladalo nekoliko "ilirskih" careva s uporištem u Dalmaciji, koji su bili sposobni vojskovođe i koji su energično pokušavali obnoviti red i mir. 
Od njih je najistaknutiji bio Aurelijan. Prvo je izvojevao pobjede nad Alemanima i Jutunzima, koji su napali alpske provincije i sjevernu Italiju. Kako bi ohrabrio stanovnike Rima, koji su podlegli panici, počeo je izgradnju čuvenih zidina poznatih pod imenom Aurelijanove zidine. Dok je prolazio kroz podunavske provincije, prije nego što će krenuti protiv Palmirskog Carstva, odlučio je provesti urednu evakuaciju iz Dakije, koja se više nije mogla braniti i koju su još od vremena Galijena držali barbari. Na istoku je lako potukao Zenobijinu vojsku i 272. godine zauzeo Palmiru.

Ubrzo je izbio ustanak u Egiptu, na poticaj jednog bogatog trgovca, koji je, kao i veliki dio stanovništva, bio pristalica palmirske kraljice. Aurelijan je tada poduzeo drugu ekspediciju te je opustošio Palmiru i pokorio Aleksandriju. Međutim, ove su nevolje, s uništenjem Palmire, velikog karavanskog grada, prouzrokovale značajan nazadak rimske trgovine na istoku. Kasnije, završavajući pokoravanje Galskog Carstva kojim su vladali Postumovi nasljednici, lako je blizu Kabilona porazio Tetrika, miroljubivog čovjeka, ne naročito željnog borbe. Jedinstvo carstva bilo je ponovo uspostavljeno i Aurelijan je u Rimu proslavio sjajni trijumf. On je također uspostavio disciplinu u državi, surovo je ugušio nerede koje su u Rimu pokrenuli obrtnici u kovnici novca, organizirao je opremu grada tako što je militarizirao nekoliko kolegija (kolegij pekara i trgovaca svinjetinom). 
Kovanjem antoninianusa čvršće vrijednosti pokušao je i zaustaviti inflaciju. Njegova je vjerska politika bila originalna: da bi osnažio moralno jedinstvo carstva i vlastitu moć, proglasio se zaštitnikom Nepobjedivog Sunca (Sol Invictus) i uz pomoć palmirskog plemena ovom božanstvu sagradio velelebni hram. Aurelijan je ponekad bio nazivan dominus et deus: principat je definitivno ustupio mjesto "dominatu". Aurelijana su 275. godine ubili neki časnici koji su pogrešno vjerovali da su im životi u opasnosti.
Njegovog nasljednika Dioklecijana, nakon godina previranja, u studenom 284. godine vojska je na istoku proglasila carem. Za cara Dioklecijana nastavljena je upravna razdioba pokrajine; odvajanjem područja na jugu ustrojena je pokrajina Praevalis (Prevalitana) s glavnim gradom Scodrom (Skadar). Granica podjele išla je od Budve na ušće Lima u Drinu, a odatle na izvorište Kolubare.

## Cohors Delmatarum
Lista Dalmatskih Kohorti 
- Cohors I Delmatarum
- Cohors I Delmatarum milliaria equitata
- Cohors II Delmatarum
- Cohors III Delmatarum equitata c.R. pf
- Cohors IV Delmatarum
- Cohors V Delmatarum
- Cohors V Delmatarum c.R.
- Cohors VI Delmatarum equitata
- Cohors VII Delmatarum equitata
- Equites Dalmatae (Aurelijan)
- Equites Illyriciani

## Kraj carstva
Dalmacija je nakon Teodozijeve podjele Carstva (395.) postala razmeđe Istočnog i Zapadnoga Rimskog Carstva. Godine 437. darovanjem Gale Placidije, majke cara Valentinijana III., Dalmacija je dospjela u istočnorimski (bizantski) posjed, ali je već 454 (nakon provale Huna) ustrojena kao zasebno područje pod upravom Dalmatinca Marcelinija. Njegov nećak Julije Nepot nakratko se dokopao naslova zapadnorimskog cara (474. – 475.); ubrzo je bio svrgnut pa se sklonio u Dioklecijanovu palaču u Splitu, gdje je ubijen (480.). Dalmaciju je 481. osvojio kralj Italije, germanski vojskovođa Odoakar, a nakon njegova poraza (493.) ostrogotski vladar Teodorik.
U doba vladavine Ostrogota Dalmacija je sjedinjena s panonskim područjem južno od Drave (Pannonia Savia) u jedinstvenu vojno-upravnu jedinicu, kojom je upravljao comes sa sjedištem u Saloni, gdje je ujedno bilo i sjedište metropolije, kojoj su bili podložni ostali dalmatinski biskupi. Stare rimske kolonije i municipiji postali su tada gradska središta (civitates), kojima su upravljali priori.
Za rata bizantskog cara Justinijana I. protiv Ostrogota Dalmacija je ušla u sastav Istočnorimskoga Carstva (535.). Upravno i dalje udružena s Pannoniom Saviom, postala je bizantska pokrajina kojom je upravljao prokonzul podložan prefektu Ilirika. Potkraj VI. stoljeća, za cara Mauricija, kada je Bizant uspostavljao vojnički ustrojena područja (egzarhati), bila je podređena egzarhu sa sjedištem u Ravenni. Istodobno, tijekom VI. stolljeća trajali su postupni prodori Slavena i Avara na teritorij Dalmacije, a početkom VII. stoljeća njihove postrojbe doprle su do mora. U prvim desetljećima VII. stoljeća bio je razoren velik broj dalmatinskih gradova (Salona, Epidaurum, Delminium i dr.); istodobno se raselilo starosjedilačko romansko pučanstvo. Slavenski doseljenici uskoro su preplavili cijelo područje Dalmacije i susjednih krajeva (osim romanskih gradova). Nestale su tradicionalne granice između pokrajina, a izravan bizantski posjed uključen u Ravenski egzarhat sveden je na uzak obalni pojas gradova i otoka. 
Godine 751. Bizant je izgubio Ravennu (koju su osvojili Langobardi), a područje bizantske Dalmacije (gradovi Zadar, Trogir, Split, Dubrovnik i Kotor te otoci Krk, Lošinj, Cres i Rab) ustrojeni su u zasebnu Dalmatinsku temu, kojom je upravljao strateg u Zadru. Istodobno je crkvenu vlast imao splitski nadbiskup, koji se smatrao sljednikom salonitanskoga metropolita. Sjeverni dio zaleđa Dalmatinske teme postupno se počeo politički ustrojavati u Kneževinu Hrvatsku (Primorska ili Dalmatinska Hrvatska), a na jugu su se ocrtavali zametci neretvanskoga, zahumskoga, travunjskog i dukljanskog područja.